# Antonio da Sangallo starší
Antonio da Sangallo starší, (vlastním jménem Antonio Giamberti), (asi 1455 — 27. prosince 1534) byl italský renesanční architekt působící převážně ve Florencii.

## Životopis
Jeho otec Francesco Giamberti byl řezbář a architekt, který pracoval pro Cosima Medicejského, starší bratr Giuliano da Sangallo a synovec Antonio da Sangallo mladší byli stejně jako on architekti.
Antonio budoval především různá opevnění, například v Arezzu, v Montefiascone a v Římě, ale stavěl i kostely a paláce, například v toskánském San Savinu a v již zmíněném Arezzu.
K nejkrásnějším dílům, jež jsou mu připisována, patří kostel Madonna di San Biagio v Montepulcianu, který zbudoval na místě staršího farního kostela v letech 1518–1537. Jde o typickou toskánskou stavbu ze 16. století s půdorysem řeckého kříže, s centrální kupolí nad čtvercovým tamburem a se dvěma zvonicemi z bílého travertinu.

## Galerie

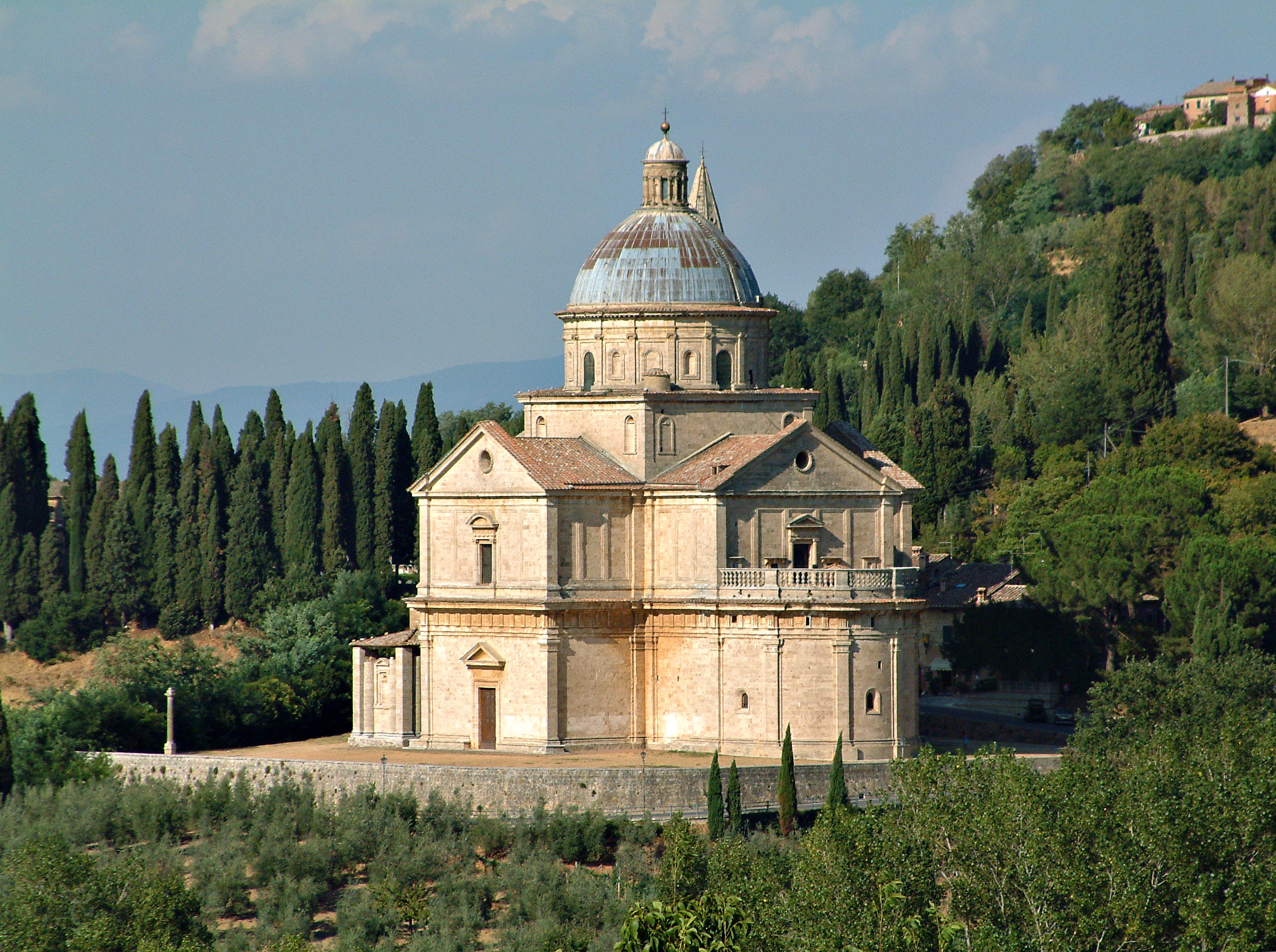
San Biagio v Montepulcianu
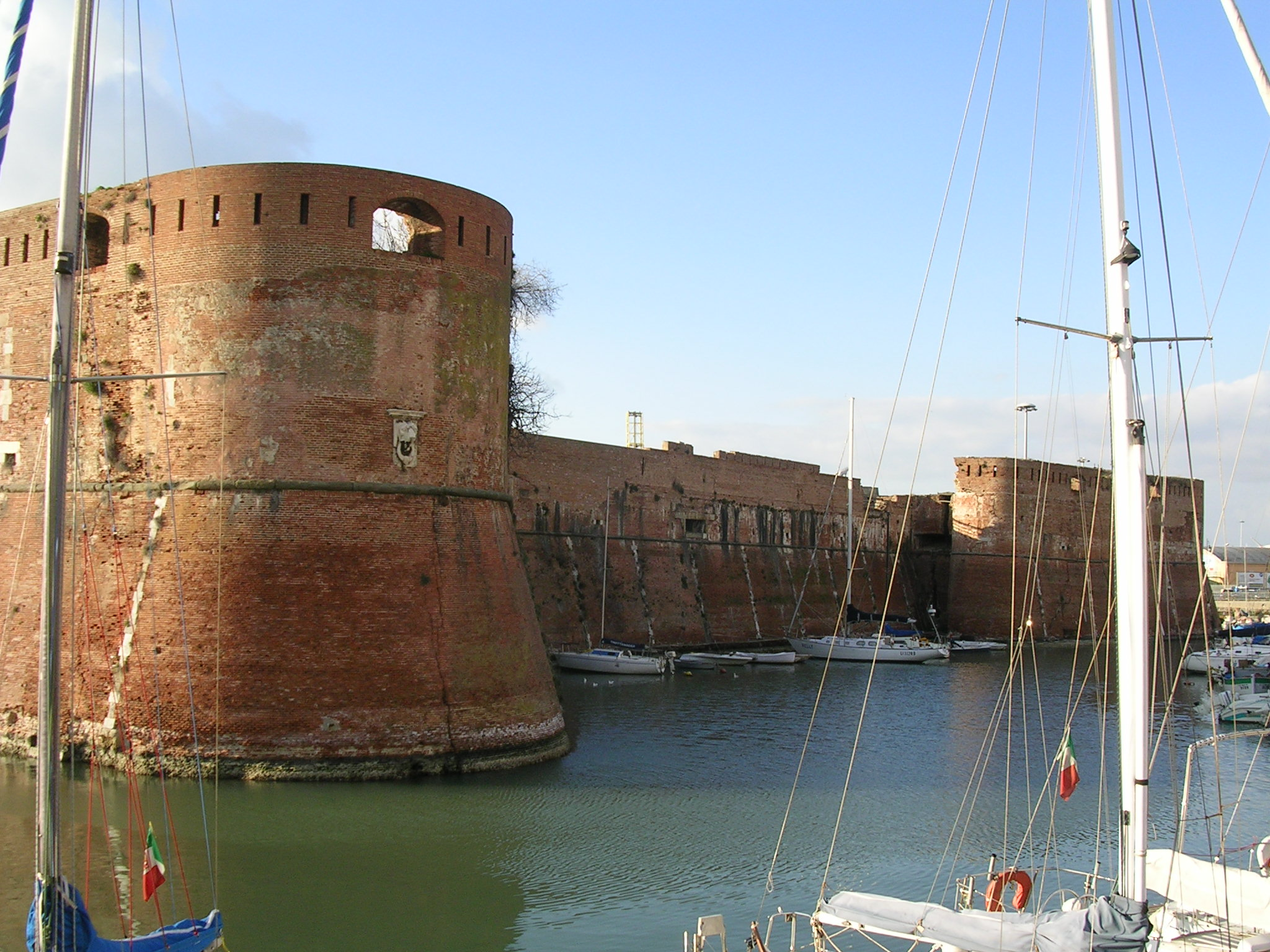
La Fortezza Vecchia – Stará pevnost v Livornu